# Saxatilia
Saxatilia ist eine südamerikanische Buntbarschgattung aus der Tribus Geophagini. Die Gattung wurde erst Mitte 2023 durch vier südamerikanische Ichthyologen und ihren schwedischen Kollegen S. O. Kullander neu eingeführt. Vorher gehörten die in Saxatilia gestellten Arten zur Gattung Crenicichla und bildeten dort die Crenicichla saxatilis-Artengruppe. Von allen Gattungen der Hechtbuntbarsche hat Saxatilia das weiteste Verbreitungsgebiet. Sie kommt im Amazonasbecken, im Einzugsgebiet des Orinoco, im gesamten Stromgebiet des Río de la Plata, des Río Paraná und des Río Uruguay, in den Küstenflüssen der Guyanas, auf Trinidad und Tobago, in den Küstenflüssen des nordöstlichen Brasilien und in den Lagunen Lagoa dos Patos und Lagoa Mirim im Süden von Brasilien vor.

## Merkmale
Wie alle Hechtbuntbarsche haben die Saxatilia-Arten einen hechtartig langgestreckten Körper. Männchen und Weibchen der Saxatilia-Arten unterscheiden sich farblich. Männchen zeigen ein unregelmäßiges Muster heller kleiner Flecken auf den Körperseiten; bei den Weibchen ist der Bauch rötlich oder purpurfarben und gerundet. Charakteristisches Kennzeichen der Gattung ist ein dunkler Fleck oberhalb des Brustflossenansatzes. Dieser Fleck ist in jedem Alter vorhanden. Die meisten Arten der Gattung Lugubria besitzen ebenfalls einen dunklen Fleck am Brustflossenansatz. Dieser tritt jedoch erst im fortgeschrittenen Alter hervor und liegt eher vor als oberhalb der Brustflosse. Von Hemeraia unterscheidet sich Saxatilia durch die Beschuppung der Körperseiten, die bei Saxatilia überwiegend aus Kammschuppen besteht, während es bei Hemeraia vor allem Rundschuppen sind. Im Unterschied zu Hemeraia und Teleocichla sind bei Saxatilia die Infraorbitalia 4 und 5 (Knöchelchen unterhalb der Augenhöhle) nicht zusammengewachsen. Verglichen mit Lugubria hat Saxatilia mehr Wirbel (31–36 vs. 38–42). Bei Saxatilia ist der hintere Rand des Supracleithrums, ein Knochen im Schultergürtel, nicht gesägt, bei Wallaciia ist er gesägt. Saxatilia unterscheidet sich von der Crenicichla (Untergattung Crenicichla) durch das Vorhandensein (bzw. Fehlen) eines dunklen Flecks auf der Schwanzflosse und durch Rundschuppen (vs. Kammschuppen) Schuppen auf den Wangen und dem Brustbereich. Von Crenicichla (Untergattung Batrachops) unterscheidet sich Saxatilia durch das Fehlen eines netzförmigen Farbmusters auf den Körperseiten. Der sichtbare Unterschied zwischen Saxatilia und Crenicichla (Untergattung Lacustria) liegt in der Färbung der Unteraugenregion. Sie ist bei Saxatilia gleichförmig gefärbt, bei der Untergattung Lacustria dagegen gepunktet.

## Arten
Zur Gattung Saxatilia gehören die folgenden Arten:

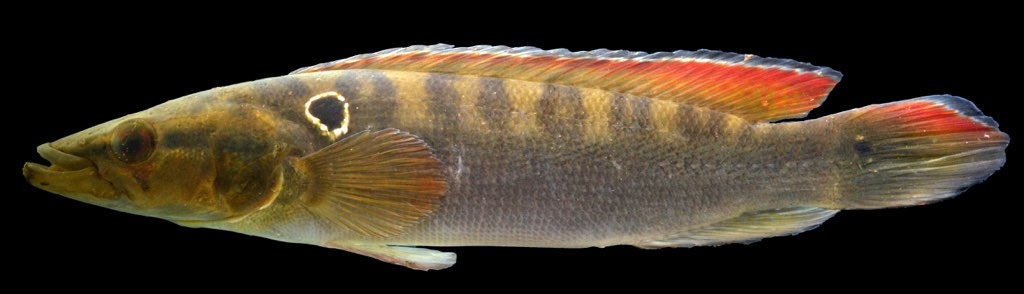
Saxatilia alta

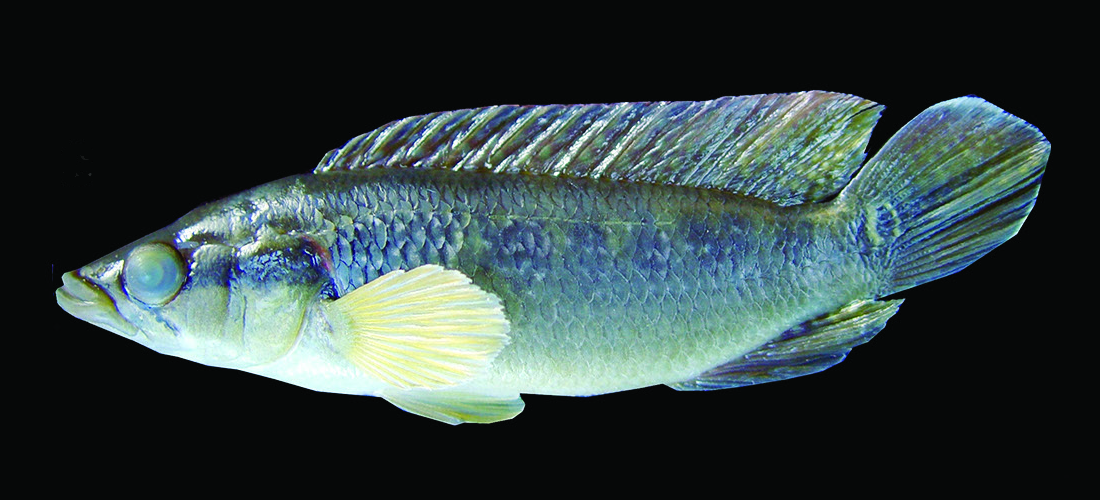
Saxatilia britskii

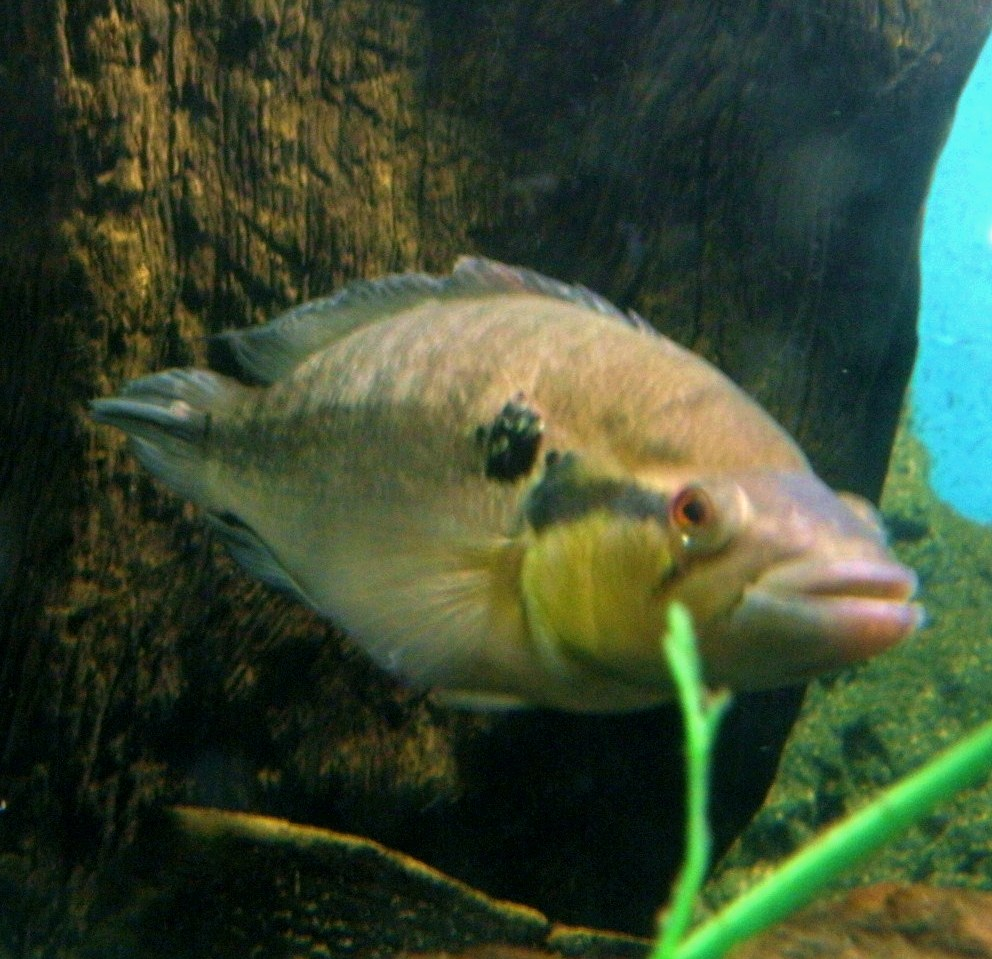
Saxatilia lepidota

- Saxatilia albopunctata (Pellegrin, 1904)
- Saxatilia alta (Eigenmann, 1912)
- Saxatilia anthurus (Cope, 1872)
- Saxatilia brasiliensis (Bloch, 1792)
- Saxatilia britskii (Kullander, 1982)
- Saxatilia coppenamensis (Ploeg, 1987)
- Saxatilia frenata (Gill, 1858)
- Saxatilia hummelincki (Ploeg, 1991)
- Saxatilia inpa (Ploeg, 1991)
- Saxatilia isbrueckeri (Ploeg, 1991)
- Saxatilia labrina (Spix & Agassiz, 1831)
- Saxatilia lepidota (Heckel, 1840)
- Saxatilia lucius (Cope, 1870)
- Saxatilia nickeriensis (Ploeg, 1987)
- Saxatilia pellegrini (Ploeg, 1991)
- Saxatilia ploegi (Varella et al., 2018)
- Saxatilia proteus (Cope, 1872)
- Saxatilia pydanielae (Ploeg, 1991)
- Saxatilia santosi (Ploeg, 1991)
- Saxatilia saxatilis (Linnaeus, 1758)
- Saxatilia semicincta (Steindachner, 1892)
- Saxatilia sipaliwini (Ploeg, 1987)
- Saxatilia sveni (Ploeg, 1991)